# Mark Griffin
Mark Griffin (Basingstoke, 25 febbraio 1968) è un attore britannico.

## Carriera
Dotato di un possente fisico da culturista ha guadagnato la fama partecipando dal 1993 al 1997 alla trasmissione televisiva Gladiators di TV (versione britannica di American Gladiators) sotto lo pseudonimo di Trojan. Nel 1995 ha interpretato la parte umana di Action Man nell'omonima serie animata.
In seguito ha partecipato a numerosi altri telefilm fra cui NCIS, I giorni della nostra vita, il remake di Doctor Who, e ad alcuni film sia per la televisione che per il cinema, seppure in parti secondarie.
Nel 2009 ha girato un documentario, Celebrathon, incentrato su alcune celebrità che partecipano alla Maratona di Londra, e in seguito, ha ottenuto altri piccoli ruoli, soprattutto nelle serie TV.
È sposato e ha una figlia.

## Filmografia
- 2005 Un allenatore in palla
- 2003 L'asilo dei papà
- 2001 Il dottor Dolittle 2 - Taglialegna